# Andries van Dam

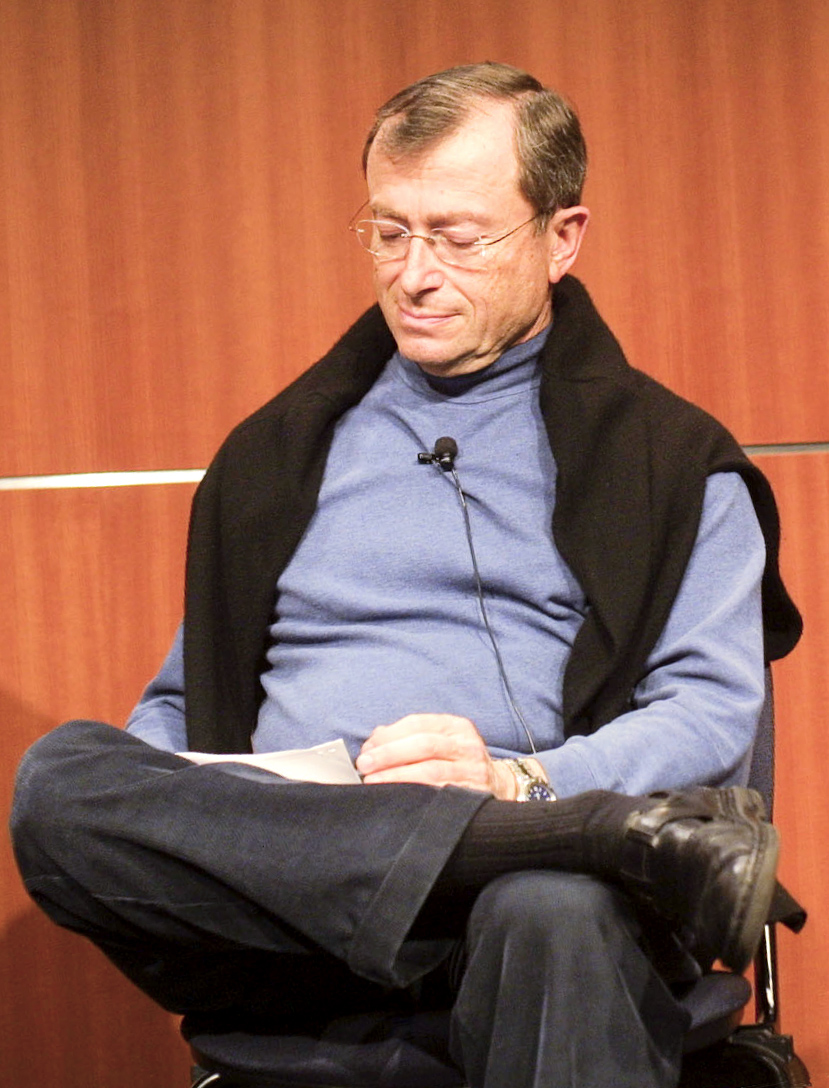
Andries van Dam

Andries "Andy" van Dam (Groningen, 8 december 1938) is een in Nederland geboren Amerikaans hoogleraar informatica en voormalig Vice-President for Research (vergelijkbaar met een lid van het college van bestuur dat verantwoordelijk is voor onderzoekszaken) van Brown University. Samen met Ted Nelson droeg hij in de jaren zestig bij aan het eerste hypertextsysteem, HES. Tot zijn studenten behoorden Andy Hertzfeld, die later deel uitmaakte van het ontwikkelteam van de Apple Macintoshcomputer, en Dick Bulterman.